# Izraelský plán jednostranného stažení
Izraelský plán jednostranného stažení (hebrejsky תוכנית ההתנתקות‎, Tochnit ha-Hitnatkut; anglicky Israel's unilateral disengagement plan) byl návrh izraelského premiéra Ariela Šarona, přijatý a schválený izraelskou vládou v srpnu 2005, o evakuaci všech Izraelců z Pásma Gazy a ze čtyř osad ze severní části Západního břehu Jordánu.
Izraelci, kteří odmítli přijmout vládní kompenzace za odchod a dobrovolně neopustili své domovy před 15. srpnem 2005, byli během několika dnů vystěhováni izraelskými vojáky. Do 12. září 2005 byla dokončena demolice obytných domů a evakuace všech izraelských civilistů, jakožto i stažení izraelských obranných sil. Evakuace a demontáž čtyř osad v severní části Západního břehu byla dokončena o deset dní později. Stažení však nezměnilo právní status Pásma Gazy a vzhledem k pozemní, námořní a letecké kontrole, kterou Izrael a Egypt začaly aplikovat poté, co Pásmo Gazy ovládlo v roce 2006 teroristické hnutí Hamás, je nadále považováno za Izraelem okupované území.

## Popis plánu
V Pásmu Gazy se nacházelo celkem 21 izraelských civilních osad a z území Západního břehu Jordánu byly evakuovány osady čtyři.
- Bedolach
- Bnej Acmon
- Dugit
- Elej Sinaj
- Gadid
- Gan Or
- Ganej Tal
- Katif
- Kfar Darom
- Kfar Jam
- Kerem Acmona
- Morag
- Neve Dekalim
- Necarim
- Necer Chazani
- Nisanit
- Peat Sade
- Rafiach Jam
- Slav
- Širat ha-Jam
- Tel Katifa

Toto byly evakuované osady ze Západního břehu (celkem 4 osady):
- Kadim
- Ganim
- Chomeš
- Sa-Nur

Plán původně zahrnoval i stažení se z osad Chermeš a Mevo Dotan, ale tyto osady nakonec byly v březnu z plánu vypuštěny.

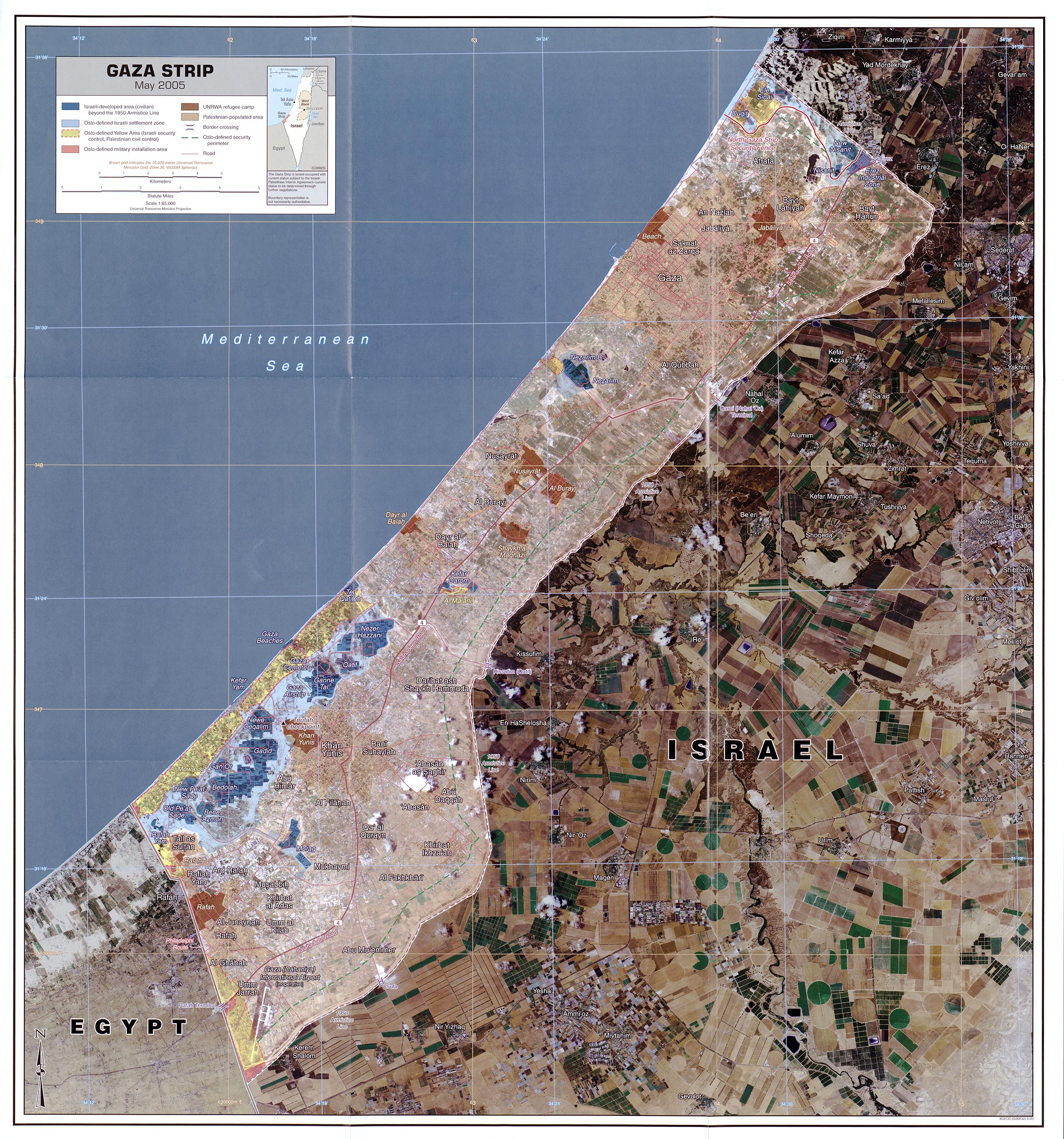
Mapa Pásma Gazy, květen 2005

V evakuovaných oblastech se také nacházelo množství zařízení Izraelských obranných sil. Ariel Šaron prohlásil, že tento plán byl navržen pro zajištění izraelské bezpečnosti a pro ukončení izraelsko-palestinského konfliktu. Jednostranný byl tento krok proto, že Izrael nespatřoval na palestinské straně nikoho jako partnera. Více než devíti tisícům Izraelců v Pásmu Gazy bylo řečeno, aby tuto oblast opustili, jinak budou vystěhováni do čtvrtka 16. srpna 2005.
Podle plánu na stažení, který byl přijat 6. června 2004 měla izraelská armáda setrvat na hranici mezi Gazou a Egyptem (tzv. Filadelfská cesta) a měla se zapojit do demolice budov, v rámci rozšíření nárazníkových zón. Izrael se nicméně později rozhodl opustit hraniční oblast, která je nyní kontrolována Egyptem a Palestinci (prostřednictvím Palestinské autonomie). Izrael bude pokračovat v kontrole pobřeží a vzdušného prostoru Pásma Gazy a vyhrazuje si právo vojenských operací v případě nutnosti (Článek 3.1). Egypt bude kontrolovat hranici mezi Gazou a Egyptem. Izrael bude nadále poskytovat Pásmu Gazy vodu, komunikace, elektřinu a kanalizačních sítí (Článek 8). Existující obchodní vztahy s Izraelem – během nichž jde o import z Izraele do Pásma Gazy, nejsou daněny; exporty z Pásma Gazy do Izraele jsou daněny. Izrael bude zadržovat cla ze zahraničních produktů směřujících do Pásma Gazy a v Pásmu Gazy bude nadále platná izraelská měna (Článek 10).

## Reakce na plán

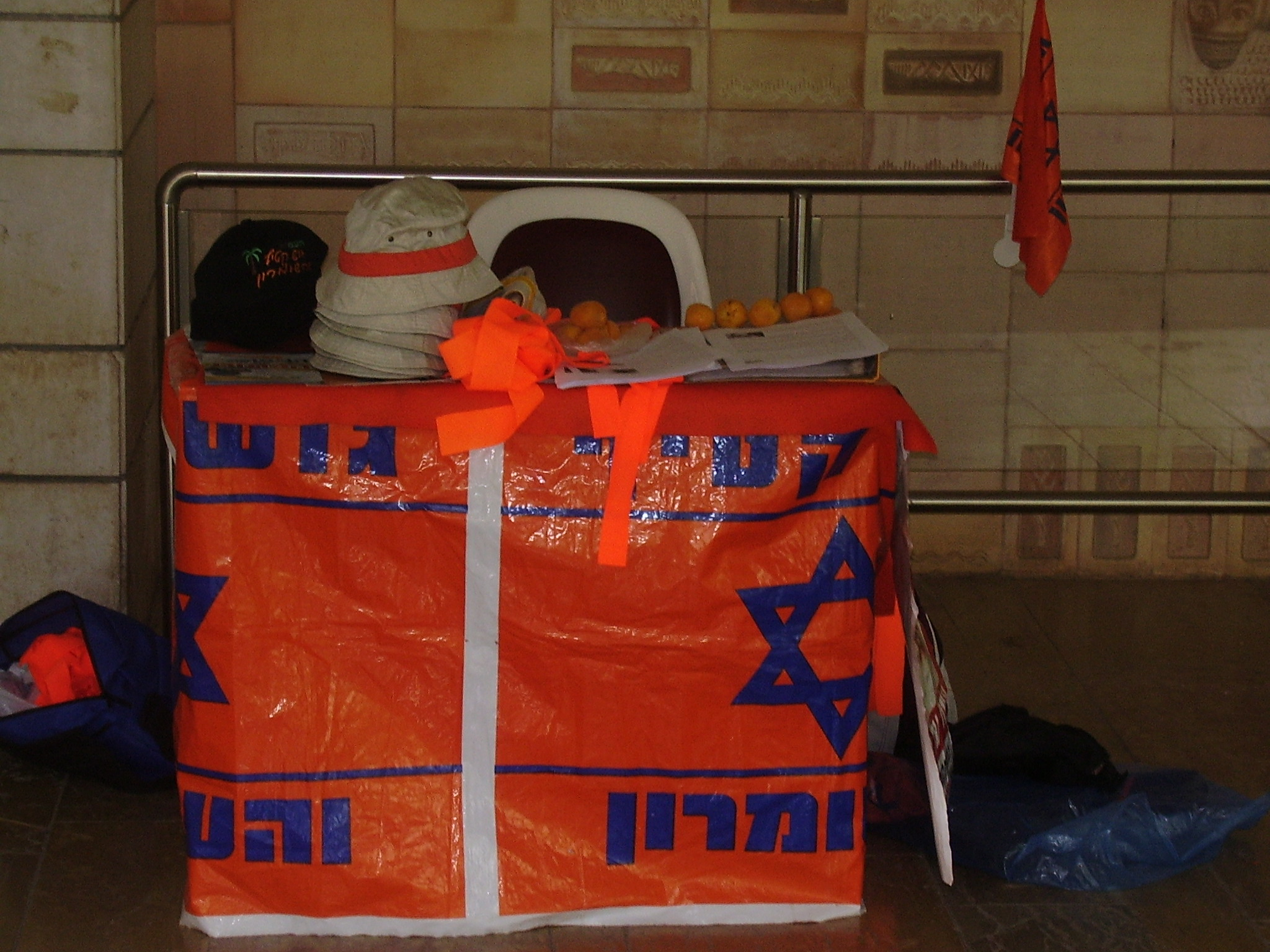
Oranžová – barva odpůrců stažení

Tento politický krok vzápětí ocenila americká administrativa George Bushe. Na izraelské politické scéně však tento krok znamenal vyostření napětí. Z vládní koalice odešla Národní náboženská strana (Mafdal), nevole proti plánu se objevila i ve straně Likud. Naopak opoziční Strana práce projevila ochotu se na přijetí tohoto opatření podílet. Byla tak vytvořena Vláda národní jednoty, v níž byla strana Likud a Strana práce. 
Proti stažení se z Pásma Gazy probíhaly v Izraeli rozsáhlé demonstrace a došlo k ostrému polarizování společnosti. Byly zaznamenány aktivity některých osadnických hnutí jak proti vládě, tak proti samotnému Arielu Šaronovi a dokonce proti němu byla uvalena klatba. Byly sepisovány rozsáhlé petice a osadníci prohlašovali, že odmítnou svou vojenskou poslušnost. Barvou osadníků se stala oranžová, kterou následně přijala náboženská strana Mafdal.